# Jozamycyna
Jozamycyna – organiczny związek chemiczny, antybiotyk z grupy makrolidów. 
- Europa: Josalid, Josacine, Iosalide, Josamina.
- Rosja: Wilprafen (Вильпрафен).
- Japonia: Josamy

.

## Działania niepożądane
Odnotowano przypadek obrzęku stóp.